# Patriarchi di Gerusalemme
La presente voce contiene l'elenco in ordine cronologico dei patriarchi di Gerusalemme.

## Vescovi giudeo-cristiani di Gerusalemme (fino al 135)
- San Giacomo il Giusto † (? - 62 deceduto)
- San Simeone I † (62 - 107 deceduto)
- Giusto I † (107 - 113 deceduto)
- San Zaccheo † (113 - attorno al 116 deceduto)
- Tobia †
- Beniamino †
- Giovanni I †
- San Mattia † (? - attorno al 120 deceduto)
- Filippo † (? - attorno al 124 deceduto)
- Seneca †
- Giusto II †
- Levi †
- Sant'Efrem I †
- Giuseppe I †
- Giuda † (? - attorno al 135 deceduto)

## Vescovi di Aelia Capitolina (135-325)
- San Marco I † (135 - ?)
- Cassiano †
- Publio †
- Massimo I †
- Giuliano I †
- Gaio I †
- Simmaco †
- Gaio II † (? - 162)
- Giuliano II † (162 - ?)
- Capitone †
- Massimo II †
- Antonino †
- Valente †
- Dolichiano † (? - 185)
- San Narciso † (185 - ? dimesso)
- Dius †
- Germanione †
- Gordio † (? - 211)
- San Narciso † (211 - 231 deceduto) (per la seconda volta)
- Sant’Alessandro † (231 succeduto - 249 deceduto)
- Mazabanis † (249 - 260 deceduto)
- Imeneo † (260 - 276 deceduto)
- San Zamudas o Zambda † (276 - 283 deceduto)
- Ermone † (283 - 314 deceduto)
- San Macario I † (314 - 325 vescovo di Gerusalemme)

## Vescovi di Gerusalemme (325-451)
- San Macario I † (325 - 333 deceduto)
- San Massimo III † (333 - 347/350 deceduto)
- San Cirillo I † (347/350 - 386 o 387 deceduto)
  - Eutichio † (357 - 359) (ariano)
  - Ireneo † (360 - 361) (ariano)
  - Ilario † (367 - 368) (ariano)
- San Giovanni II † (386 o 387 - 417 deceduto)
- Praulio † (417 - 422 deceduto)
- Giovenale † (422 - 451 nominato patriarca)

## Patriarchi di Gerusalemme (451-1099)
- Giovenale † (451 - 2 luglio 458 deceduto)
- Anastasio I † (458 - gennaio 478 deceduto)
- Martirio † (478 - 13 aprile 486 deceduto)
- Sallustio † (486 - 23 luglio 493 deceduto)
- Sant'Elia I † (494 - 516 deposto)
- Giovanni III † (516 - 524 deceduto)
- Pietro † (524 - 552 deceduto)
- Macario II † (552 deposto)
- Eustochio † (552 - 564 deposto)
- Macario II † (564 - 575 deceduto) (per la seconda volta)
- Giovanni IV † (575 - 594)
- Amos † (594 - 601)
- Isacco † (601 - 609 deceduto)
- San Zaccaria † (609 - 630 deceduto)
  - San Modesto † (614 - 630 eletto patriarca) (amministratore)
- San Modesto † (630 - 634 deceduto)
- San Sofronio I † (634 - 638 deceduto)
  - Sede vacante (638-692 ca.)
  - Stefano di Dora (? - 649) (vicario patriarcale)
  - Giovanni di Filadelfia (649 - ?) (vicario patriarcale)
  - Teodoro (presbitero vicario)
- Anastasio II † (intorno al 692 - 706 deceduto)
- Giovanni V † (706 - 735 deceduto)
- Teodoro † (745 - 770 deceduto)
  - Eusebio † (770 deceduto) (patriarca eletto)
- Elia II † (770 - 797 deceduto)
- Giorgio † (797 - 807 deceduto)
- Tommaso I † (807 - 820 deceduto)
- Basilio † (820 - 838 deceduto)
- Giovanni VI † (838 - 842 deceduto)
- Sergio I † (842 - 844 o 855 deceduto)
- Salomone † (855 - 860 deceduto)
  - Sede vacante (860-862)
- Teodosio † (862 - 878 deceduto)
- Elia III † (878 - 907 deceduto)
- Sergio II † (908 - 911 deceduto)
- Leonzio I † (912 - 929)
- Atanasio I † (929 - 937)
  - Nicola
- Cristodulo I † (937 - 950)
- Agatone † (950 - 964 deceduto)
- Giovanni VII † (964 - 966 deceduto)
- Cristodulo II † (966 - 968 o 969 deceduto)
- Tommaso II † (969 - 978 deceduto)
  - Sede vacante (978-980)
- Giuseppe II † (980 - 983 deceduto)
  - Alessandro
- Oreste † (983 - 1005 deceduto)
  - Sede vacante (1005-1012)
  - Arsenio (vicario)
- Teofilo I † (1012 - 1020 deceduto)
  - Giordano
- Niceforo I † (1020 - dopo il 1048)

Giovannichio ?
- Sofronio II † (dopo il 1048 - 1076/1083)[2]
- Eutimio I  † (1076/1083 - 1084 deceduto)
- Simone II † (1084 - 1099 o 1106 deceduto), in esilio dal 1097 o 1099[3]

## Patriarchi greco-ortodossi di Gerusalemme (dal 1099)

### In esilio a Costantinopoli (1099-1187)
- Giovanni VIII † (menzionato nel 1106/1107)[3]
- Saba † (menzionato nel 1117/1118)[3]
- Nicola † (prima di febbraio 1122 - dopo il 26 gennaio 1156)[3]
- Giovanni IX † (menzionato il 12 maggio  1157)[3]
- Niceforo II † (prima del 2 marzo 1166 - dopo il 2 luglio 1171[3] o 1173[4])
- San Leonzio II † (circa 1174 o 1175[3] - 13 o 14 maggio 1185 deceduto)[5]

### Dalla restaurazione al XIV secolo
- San Dositeo I † (attorno al 1187 - settembre/ottobre 1189 nominato patriarca di Costantinopoli)[3]
- Marco II Kataphlôros † (1189/1190 - dopo settembre 1191 o febbraio 1195)[3][6][7]
- Eutimio II † (? - 13 dicembre 1223[8] o 1230[9] deceduto)
- Atanasio II † (prima del 1229 - 24 agosto 1244 deceduto)[9]
- Sofronio III †[9]
- Gregorio I † (prima del 1273 - prima di aprile 1291 deceduto)[9][10]

Taddeo ? (menzionato nel 1298)
- Sofronio IV † (prima di aprile 1291 - prima del 1303 deceduto)[9][10]
- Atanasio III † (prima del 1303 - prima del 1308 deposto)[12]
- Gabriele Vriouls (Brioulas o Broulas) † (prima del 1308 - circa 1310 deposto)[12]
- Atanasio III † (circa 1310 - dopo il 1315/1317) (per la seconda volta)[12]
- Gregorio II † (menzionato nel 1322)[13]
- Lazzaro † (prima del 1341 - dopo aprile 1368)

### XV secolo
Per i patriarchi del XV secolo, sono proposte tre cronotassi diverse con cronologie diverse:
Cronotassi tradizionale:
- Doroteo I † (1376 - 1417)
- Teofilo II † (1417 - 1424)
- Teofane I † (1424 - 1431)
- Gioacchino † (1431 - 1450)
- Teofane II † (1450 - 1452)
- Atanasio IV † (1452 - 1460)
- Giacomo II † (circa 1460)
- Abramo I † (1468)
- Gregorio III † (1468 - 1493)
- Marco III † (1503)

Secondo Venance Grumel (1958):
- Doroteo I † (prima del 1377/1378 - dopo il 1402 o 1412)
- Teofilo II † (tra il 1419 e il 1424)
- Teofane I † (menzionato nel 1430 circa)
- Gioacchino † (prima del 1437 - dopo il 1464)
- Abramo I † (? - 1468)
- Giacomo II † (? - 1482)
- Gregorio III † (? - ?)
- Marco III † (menzionato nel 1505)

Secondo il Prosopographisches Lexikon der Palaiologenzeit (2001):
- Doroteo I † (prima del 1377/1378 - dopo il 1406)
- Teofilo II † (tra il 1422 e il 1424)
- Teofane I ? † (menzionato nel 1430 circa)
- Gioacchino † (prima di giugno 1431 - 1462 deceduto)

### Dal XVI secolo a oggi
- Doroteo II † (1505 - 1537 deceduto)
- Germano † (1537 - 1579 deceduto)
- Sofronio V † (1579 - 1608 deceduto)
- Teofane III † (1608 - 1644 deceduto)
- Paisios † (1645 - 1660 deceduto)
- Nettario † (1660 - 1669 dimesso)
- Dositeo II † (1669 - 1707 deceduto)
- Crisanto † (1707 - 1731 deceduto)
- Melezio † (1731 - 1737 deceduto)
- Partenio † (1737 - 1766 dimesso)
- Efrem II † (1766 - 1771 deceduto)
- Sofronio VI † (1771 - 1775 nominato patriarca di Costantinopoli)
- Abramo II † (1775 - 1787 deceduto)
- Procopio I † (1787 - 1788 deceduto)
- Antimo † (4 novembre 1788 - 22 novembre 1808 deceduto)
- Policarpo † (22 novembre 1808 - 15 gennaio 1827 deceduto)
- Atanasio V † (27 gennaio 1827 - 28 dicembre 1844 deceduto)
- Cirillo II † (28 marzo 1845 - 18 novembre 1872 deposto)
- Procopio II † (28 dicembre 1872 - 10 marzo 1875 deposto)
- Ieroteo † (11 luglio 1875 - 23 giugno 1882 deceduto)
- Nicodemo † (16 agosto 1883 - 11 agosto 1890 dimesso)
- Gerasimo † (11 marzo 1891 - 21 febbraio 1897 deceduto)
- Damiano † (22 luglio 1897 - 14 agosto 1931 deceduto)
  - Sede vacante (1931-1935)
- Timoteo † (22 luglio 1935 - 31 dicembre 1955 deceduto)
- Benedetto † (29 gennaio 1957 - 11 dicembre 1980 deceduto)
- Diodoro † (16 febbraio 1981 - 19 dicembre 2000 deceduto)
- Ireneo (13 agosto 2001 - 6 maggio 2005 deposto)
- Teofilo III, dal 22 agosto 2005